# Mayte Chávez
Mayte Ivonne Chávez García (* 26. August 1979 in Mexiko-Stadt) ist eine mexikanische Fußballschiedsrichterassistentin.
Seit 2004 steht sie auf der Liste der FIFA-Schiedsrichter und leitet internationale Fußballpartien.
Chávez war unter anderem Schiedsrichterassistentin beim olympischen Fußballturnier 2008 in Peking, bei der Weltmeisterschaft 2011 in Deutschland, beim olympischen Fußballturnier 2012 in London, bei der U-20-Weltmeisterschaft 2014 in Kanada, bei der Weltmeisterschaft 2015 in Kanada (jeweils als Assistentin von Quetzalli Alvarado), beim olympischen Fußballturnier 2016 in Rio de Janeiro, bei der U-17-Weltmeisterschaft 2018 in Uruguay, beim Algarve-Cup 2019, bei der Weltmeisterschaft 2019 in Frankreich, beim olympischen Fußballturnier 2020 in Tokio (jeweils als Assistentin von Lucila Venegas) und bei der U-17-Weltmeisterschaft 2022 in Indien (als Assistentin von Katia García), meist zusammen mit Rita Muñoz, ab 2015 mit Enedina Caudillo. Insgesamt leitete Chávez neun WM-Spiele bei drei aufeinanderfolgenden Weltmeisterschaften, womit sie auf dem geteilten vierten Platz der meisten WM-Spielleitungen liegt.
Am 30. Oktober 2022 leiteten Katia García, Mayte Chávez und Enedina Caudillo das Finale der U-17-Weltmeisterschaft 2022 zwischen Kolumbien und Spanien (0:1).